# Тулиев
Тулиев (укр. Туліїв) — посёлок, входит в Черневецкий район Винницкой области Украины.
Население по переписи 2001 года составляло 11 человек. Почтовый индекс — 24124. Телефонный код — 4357. Занимает площадь 0,2 км². Код КОАТУУ — 524984513.

## Местный совет
24106, Вінницька обл., Чернівецький р-н, с.Мазурівка, вул.Леніна,70